# أليس هيروسي
أليس هيروسي (باليابانية: 広瀬アリス؛ بالكانا: ひろせ アリス) هي عارضة وتارينتو وممثلة يابانية، ولدت في 11 ديسمبر 1994 في شيميزو كو في اليابان.

## وصلات خارجية
- الموقع الرسمي
- أليس هيروسي على موقع IMDb (الإنجليزية)
- أليس هيروسي على موقع روتن توميتوز (الإنجليزية)
- أليس هيروسي على موقع قاعدة بيانات الفيلم (الإنجليزية)